# Округ Марлборо (Јужна Каролина)
Округ Марлборо (енгл. Marlboro County) је округ у америчкој савезној држави Јужна Каролина. По попису из 2010. године број становника је 28.933.

## Демографија
Према попису становништва из 2010. у округу је живело 28.933 становника, што је 115 (0,4%) становника више него 2000. године.
| Група             | 2000.          | 2010.          |
| Белци             | 12.767 (44,3%) | 11.657 (40,3%) |
| Афроамериканци    | 14.618 (50,7%) | 14.729 (50,9%) |
| Азијати           | 70 (0,2%)      | 75 (0,3%)      |
| Хиспаноамериканци | 205 (0,7%)     | 800 (2,8%)     |
| Укупно            | 28.818         | 28.933         |